# 师主篇
《师主篇》（拉丁語：De Imitatione Christi），又译轻世金书、师主吟、遵主圣范、效法基督，是一本著名的天主教灵修书籍，但该书亦有为数不少的新教读者。该书成书于中世纪，1418年首次以匿名方式发表。其作者有多种说法，但普遍认为其作者是德国隐修士托馬斯·肯培。

## 结构
全书共分为四卷，分别是：
1. 益灵善言
2. 内修生活
3. 内心的安慰
4. 圣体圣事